# Kembaliganahalli, Hosakote
Kembaliganahalli là một làng thuộc tehsil Hosakote, huyện Bangalore Rural, bang Karnataka, Ấn Độ.